# Kanton Marseille-1
Der Kanton Marseille-1 ist ein französischer Wahlkreis im Département Bouches-du-Rhône in der Region Provence-Alpes-Côte d’Azur. Er hat 74.632 Einwohner (Stand: 2022) und umfasst einen Teilbereich der Gemeinde Marseille. Bei der landesweiten Neuordnung der französischen Kantone wurde er 2015 neu geschaffen.

## Politik
| Vertreter im Départementrat | Vertreter im Départementrat   | Vertreter im Départementrat |
| Amtszeit                    | Namen                         | Partei                      |
| --------------------------- | ----------------------------- | --------------------------- |
| 2015–2021                   | Benoît Payan Michèle Rubirola | UG                          |